# 좌우 교대 서법

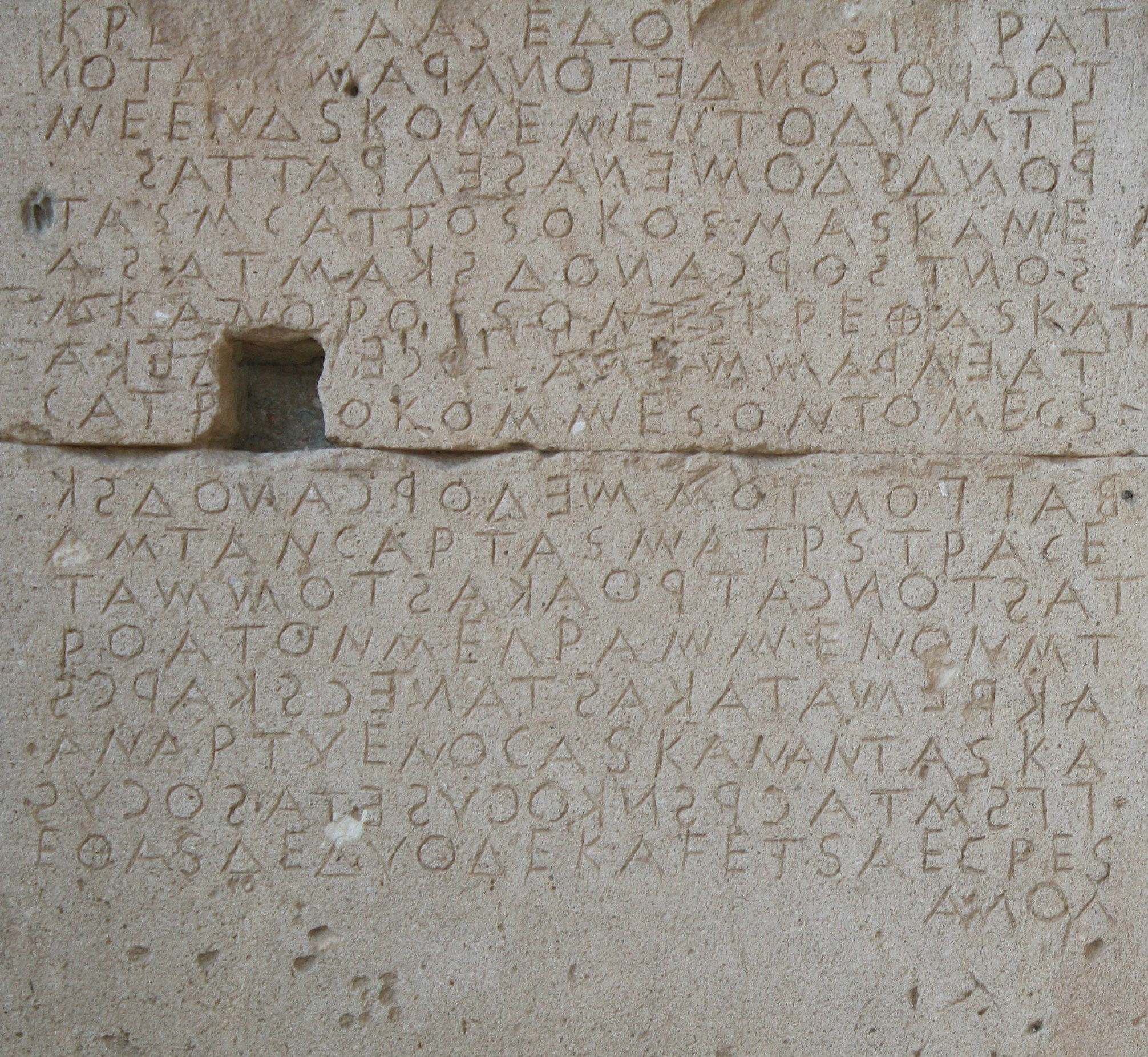
좌우교대서법으로 적힌 고대 그리스어 새김글. 기원전 5세기 크레타, 고르틴 법전.

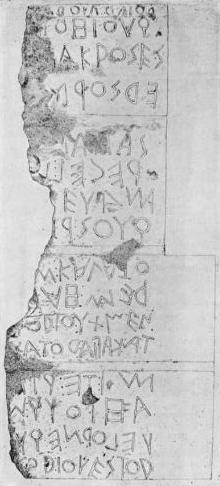
알려진 가장 오래된 라틴어 새김글 중 하나인 포룸 명문은 다소 불규칙한 좌우교대서법으로 적혔다. 위에서부터 1, 3, 5, 7, 9, 11, 12, 14, 16번째 줄은 오른쪽에서 왼쪽으로, 2, 4, 6, 8, 10, 13, 15번째 줄은 왼쪽에서 오른쪽으로 적혔고 8, 9, 16번째 줄은 위아래가 뒤집혔다. (도메니코 콤파레티의 탁본)

좌우 교대 서법(左右交代書法, 영어: boustrophedon)은 주로 고대에 사용되었던 글쓰기 방식으로, 줄이 넘어갈 때마다 글씨를 쓰는 방향이 반대가 되는 것을 말한다. 이때 글자의 모양도 반대가 된다. 예를 들어 첫 줄에서 글씨를 왼쪽에서 오른쪽으로 썼다면, 둘째 줄에서는 오른쪽에서 왼쪽으로 쓰고 셋째 줄에서는 다시 왼쪽에서 오른쪽으로 쓰는 식이다.
고대 그리스어로는 좌우 교대 서법을 보스트로페돈(고대 그리스어: βουστροφηδόν, boustrophēdón)이라고 불렀다. 이 말은 ‘황소’(고대 그리스어: βοῦς, bous)와 ‘돌다’(고대 그리스어: στροφή, strophē)에서 나온 것으로 ‘황소가 돌듯이’라는 뜻이다. 좌우 교대 서법에서 줄을 바꿀 때 글자가 진행하는 방향이 마치 소가 밭을 가는 모습과 비슷하다고 해서 붙은 이름이다. 이를 번역해서 좌우 교대 서법을 우경식 서법(牛耕式書法)이라고 부르기도 한다.

## 설명
사파 문자나 사바 문자 같은 고대 문자는 좌우 교대 서법이 일반적이었다. 고대 그리스에서는 돌에 글을 새길 때 좌우 교대 서법을 흔히 사용했지만 헬레니즘 시기를 거치면서 점차 쓰이지 않게 되었다.

### 루위 신성문자
루위어 문자 체계 중 하나인 루위 신성문자는 좌우 교대 서법을 사용했다.
루위 신성문자에서 글자의 진행 방향은 글자 모양에 포함되어 있는 동물이나 신체 부위가 향하는 방향과 똑같다. 하지만 수많은 동물 모양 그림문자가 들어간 이집트 신성문자에 비하면 루위 신성문자의 읽는 방향은 보다 알기 힘들다.

### 롱고롱고 문자
이스터섬에서 발견된 미해독 문자인 롱고롱고 문자는 좌우 교대 서법과 비슷한 방식으로 쓰였다. 롱고롱고 문자에서는 줄이 바뀔 때 글자 모양의 좌우가 뒤집히는 것이 아니라 180도 돌아갔다. 이를 역 좌우 교대 서법(영어: reverse boustrophedon)이라 부르기도 한다.

### 그 외
미해독된 인더스 문자는 좌우 교대 서법으로 쓰이기도 했다.
1990년대에 바누아투 펜테코스트섬에서 만들어진 아보이울리 문자는 좌우 교대 서법으로 쓰려는 의도로 만들어졌다. 그러나 로마자처럼 좌횡서로 쓰이기도 한다.

## 예시

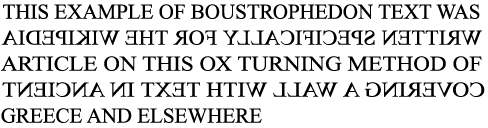
좌우 교대 서법으로 적은 영어 문장. 2번째와 4번째 줄은 오른쪽에서 왼쪽으로 적혔고 글자도 좌우가 뒤집어졌다.
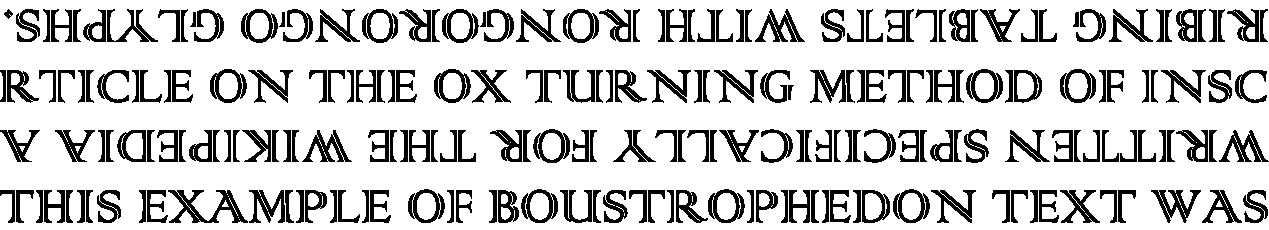
역 좌우 교대 서법. 롱고롱고 문자 대신 로마자로 예시를 들었음.

## 같이 보기
- 사토르 마방진